# كارول ريتش
كارول ريتش هي مغنية سويسرية، ولدت في 15 فبراير 1962 في Villorsonnens ‏ في سويسرا.

## وصلات خارجية
- الموقع الرسمي
- كارول ريتش على موقع ميوزك برينز (الإنجليزية)
- كارول ريتش على موقع ديسكوغز (الإنجليزية)